# Калетрик Шартрский
Калетрик (лат. Calétric, Caletricus, Chaletricus или Chalactericus; умер около 573 года) — епископ Шартра во второй половине VI века, святой (день памяти — 8 октября).

## Биография
Точные даты жизни святого Калетрика неизвестны. Он стал епископом в городе Шартр после святого Любина, достоверное упоминание о котором относится к 551 году. Преемник Калетрика Папполь был участником Парижского собора 573 года. Вероятно, Калетрик скончался незадолго до разделения епархии Шартра королём франков Сигибертом I. Согласно Венанцию Фортунату, святой прожил не более тридцати восьми лет.
Святой Калетрик известен только как участник двух соборов: Парижского собора, происходившего между 557 и 563 годами, и Турского собора 567 или 568 годов.
Упоминание о Калетрике находится в житии святого Любина конца IX века. Агиограф писал, что у молодого священника благородного происхождения по имени Калетрик была сестра, которую звали Маллегонда (Mallegonde). Однажды она пришла к святому Любину и сказала, что её брат тяжело заболел. Любин взял святые масла и поспешил к умирающему, читая молитву: «Господи, Ты, которому ведомо всё, если ты сочтёшь, что твой слуга должен служить церкви, верни ему здоровье». Не успел он ещё завершить свой путь, как исцелённый Калетрик излечился от болезни.
Согласно шартрскому преданию, Калетрик стал учеником и другом Любина, а также автором его жития.